# Lara Flynn Boyle
Lara Flynn Boyle (Davenport, Iowa, 24 de març de 1970), és una actriu estatunidenca de cinema i televisió, coneguda pel seu paper de Donna Hayward, l'amiga de Laura Palmer a la sèrie Twin Peaks.

## Biografia
Lara Flynn Boyle va néixer a l'estat d'Iowa, filla de la jove Sally Boyle, el 24 de març de 1970, però va créixer a Chicago.
De petita va patir dislèxia i incapacitat d'aprenentatge, però es va esforçar molt per tant de poder-se graduar. Va estudiar a la Chicago Academy for the Arts.
Immediatament després de graduar-se, mare i filla van traslladar-se a Los Angeles, on Lara Flynn va començar a obtenir petits papers en pel·lícules com Poltergeist III i Wayne's World. La seva mare és també la seva mànager.
El 1990 li va arribar l'èxit amb la sèrie Twin Peaks.
L'11 d'agost de 1996 es va casar amb John Patrick Dee III, de qui es va divorciar dos anys més tard. Posteriorment va sortir amb els actors David Spade (1998-1999) i Jack Nicholson (1999-2001), fins que el 16 de desembre de 2006 es va casar amb Donald Ray Thomas.
L'actriu és d'ascendència irlandesa, és catòlica i demòcrata, però es va declarar partidària del republicà George Bush.

## Filmografia principal

### Cinema
- 1988: Poltergeist III
- 1989: The Preppie Murder
- 1989: Dead Poets Society, de Peter Weir (escenes esborrades)
- 1990: El principiant (The Rookie)
- 1992: Dos bojos amb sort (Wayne's World), de Penelope Spheeris.
- 1992: Equinox
- 1992: Where the Day Takes You
- 1993: Conspiració a Red Rock West (Red Rock West)
- 1994: Tres maneres d'estimar (Threesome)
- 1994: El menut se'n va de marxa
- 1994: El balneari de Battle Creek (The Road to Wellville)
- 1995: Cafe Society
- 1997: Afterglow
- 1998: El pla de la Susan (Susan's Plan) de John Landis
- 1998: Des que vau marxar (Since You've Been Gone)
- 1998: Happiness, de Todd Solondz
- 2002: Homes de Negre II
- 2007: Have Dreams, Will Travel, de Brad Isaacs
- 2009: Baby on Board
- 2009: Life Is Hot in Cracktown
- 2010: Cougar Hunting

### Televisió
- 1987: Amerika
- 1990-1991: Twin Peaks
- 1997–2003: The Practice
- 1998 i 2002: Ally McBeal (2 episodis)
- 2004-2005: Huff (5 episodis)
- 2005-2006: Las Vegas (8 episodis)
- 2006: The House Next Door (telefilm)
- 2006: Shades of Black: The Conrad Black Story (telefilm)

## Premis i nominacions
- 1994: nominada a l'Independent Spirit Award com a millor actriu secundària per Equinox (1992).
- 1998: premi NBR (National Board of Review) al repartiment de la pel·lícula Happiness (1998).[2]
- 1999: nominada al Premi Emmy a la millor actriu secundària de sèrie dramàtica, pel seu paper a "The Practice" (1997).
- 2004: nominada al Razzie Award com a pitjor actriu secundària pel seu paper a Homes de Negre II (2002).